# Louis-Aimé de Bourbon
Louis-Aimée de Bourbon, (conocido como el abate de Borbón o, en francés, el abbé de Bourbon) (Passy, 13 de enero de 1762-Nápoles, 28 de febrero de 1787) fue un clérigo francés, hijo ilegítimo pero reconocido de Luis XV.

## Biografía
Su madre fue Anne Couppier de Romans, señora de Meilly-Coulonge. Louis-Aimé sería bautizado el día siguiente de su nacimiento. Ante las repetidas instancias de su madre, fue reconocido como su hijo por Luis XV. Este reconocimiento fue único, siendo el único hijo ilegítimo de Luis XV en obtenerlo. Este acto conllevaba que Louis-Aimé pudiera utilizar el apellido de Bourbon. Tras su nacimiento será apartado de su madre, a la que no volverá a ver hasta después de la muerte de su padre en 1774. En este mismo año recibiría la tonsura eclesiástica. Su educación sería confiada a un eclesiástico de apellido Mesléart y posteriormente al abate y escritor François-Claude Turlot (1745-1821), descendiente de una familia de magistrados de Dijon. En 1775 y 1776 el propio arzobispo de París, Christophe de Beaumont, presidió sus ejercicios públicos en el seminario de Sainte-Magloire donde se educaba. En este seminario ocupaba una casa particular situada en las cercanías y no tenía contacto con los seminaristas regulares.
Durante toda su vida y en especial tras la muerte de su padre, Luis Aimé sería protegido por sus medio hermanas de padre las hijas solteras de Luis XV conocidas como Mesdames.  
Obtendría un primer beneficio eclesiástico, abad comanditario de la abadía de San Vicente en Metz, siendo nombrado posteriormente abad comanditario de la abadía de Signy en 1777. En este último año, también se especuló sobre la posibilidad de que obtuviera el rico beneficio de abad comanditario de la abadía parisina de Saint-Germain-des-Prés tras la muerte del cardenal de la Roche-Aymon.
En 1783, su sobrino Luis XVI le concedió armas y librea propias. Y el 15 de junio de ese año sería oficialmente presentado a Luis XVI por el cardenal de Rohan. Anteriormente, el 29 de marzo había sido nombrado canónigo de la catedral de Nuestra Señora de París. En ese momento no era sacerdote.
El año siguiente le sería concedida por este monarca, el privilegio de la entrada en su cámara (entrées de la chambre), parte de  los honores de corte (honneurs de la cour).
Luis XV tendría otro hijo ilegítimo que tomaría el estado eclesiástico, Benoît-Louis Le Duc, conocido como el abate Le Duc. Este último se consideraba en peor posición que Louis-Aimé que contaba con la ventaja de poder llevar el nombre de Borbón. Sin embargo, desde mediados de la década de 1780 desplazaría a Luis-Aimé de Bourbon como favorito de Mesdames.
A principios del otoño de 1785, emprendió viaje a Roma acompañado por su mentor el abate Turlot y el pintor François-Guilaume Ménageot. El viaje estaba patrocinado por Mesdames, y tenía un doble objetivo: mejorar la conducta del joven mediante la tutoría del cardenal de Bernis, embajador en Roma; así como presionar a la Santa Sede para la obtención del cardenalato. El cardenal de Bernis en su correspondencia al primer ministro, conde de Vergennes, explica que no estaba de acuerdo con este viaje ya que existía una bula de Sixto V que solo permitía el acceso al cardenalato de hijos legítimos. Así mismo, el cardenal explicaba que alojaría al joven en su palacio romano y que no le era cómodo el viaje de Luis-Aimé a Roma pero que se tomaba todas las molestias como signo de la gratitud que debía a Luis XV. Hacia el 10 de noviembre llegarían a Roma Luis-Aimé y sus compañeros de viaje. Luis-Aimé presentó sus respetos al papa en sus primeros días en Roma.

En la carta de recomendación al cardenal de Bernis escrita por su medio hermana, Madame Louise, esta decía de Luis-Aimé:
Es un buen niño, amable pero fácil, un poco ligero; todo esto es perdonable con 23 años.
En Roma sería agasajado por distintos miembros de la sociedad romana, además de participar de la misma. Durante este tiempo en Roma se ganaría una profunda estima del cardenal de Bernis, así como los elogios del papa que lo consideró como un modelo para jóvenes eclesiásticos. En Roma frecuenta las clases de profesores como Jacquier.
Finalmente, Luis-Aimé no obtendría ningún beneficio eclesiástico de su viaje a Roma y durante el año 1786 comenzó a viajar por distintas ciudades italianas y suizas, incluyendo Lausanne donde coincidió con ilustres personajes como el político y banquero Necker, el príncipe Enrique de Prusia, el abate Raynal; Carlos Jorge, príncipe hereditario de Brunswick-Wolfenbüttel, o el historiador Gibbon. Tras pasar por Roma a principios de diciembre de 1786, pasaría a Nápoles donde moriría el 28 de febrero de 1787. Sería enterrado en la iglesia de Santa María la Nova de esa ciudad. El 5 de marzo de 1787, el embajador del rey de Francia, Louis-Marie-Anne de Talleyrand-Périgord, barón de Talleyrand; ante Fernando IV de Nápoles organizaría funerales solemnes en esa iglesia. Su importante biblioteca sería subastada tras su muerte.
Madame Campan dejó este retrato de Luis-Aimé de Bourbon:
Monsieur l'abbé de Bourbon era muy apuesto y se parecía exactamente a su padre; era muy querido por las princesas, hijas del rey, y su fortuna eclesiástica se habría visto incrementada en grado sumo por Luis XVI. Estaba destinado a ser cardenal, a la abadía de Saint-Germain des Prés y al obispado de Bayeux.

## Iconografía
Hacia 1786 fue pintado en Roma por Angelica Kauffman (en su estudio de la Via Sistina) en un retrato hoy desaparecido. Así mismo se cuenta con un retrato ovalado en busto, grabado.

### Nota
1. ↑  Tras la muerte de su alumno en 1787, sería nombrado limosnero de Madame Victoire, hija de Luis XV y vicario general de la diócesis de Nancy.

### Individuales
1. ↑  Gaxotte, Pierre (1980). «Madame de Pompadour et les autres». Louis XV (en francés). Paris : Flammarion. p. 241. ISBN 978-2-08-010030-6. Consultado el 1 de septiembre de 2023.
2. 1 2  Hautcoeur, Édouard (1830-1915) (1896-1899). Histoire de l'église collégiale et du chapitre de Saint-Pierre de Lille. Tome 3 / par E. Hautcoeur,... (en francés) 3. p. 337. Consultado el 1 de septiembre de 2023.
3. ↑  Quérard, Joseph-Marie (1796-1865) (1827-1839). La France littéraire ou Dictionnaire bibliographique des savants, historiens et gens de lettres de la France, ainsi que des littérateurs étrangers qui ont écrit en français, plus particulièrement pendant les XVIIIe et XIXe siècles. Tome neuvième, [SE-U] / par J.-M. Quérard (en español). p. 580. Consultado el 1 de septiembre de 2023.
4. ↑  Bauchaumont, Louis Petit de (1778). «1 Aòut 1776».  En John Adamson, ed. Mémoires secrets pour servir à l'histoire de la république des lettres en France depuis 1762 jusqu'à nos jours, ou Journal d'un observateur... par feu M. de Bachaumont,... (Continué par Pidansat de Mairobert et Moufle d'Angerville.) (en francés) IX. p. 247.
5. ↑  Deffand, Madame du; Walpole, Horace (1864). «Lettre CCLXVII». Lettres de la marquise Du Deffand à Horace Walpole, écrites dans les années 1766 à 1780 : auxquelles sont jointes des lettres de Mme Du Deffand à Voltaire, écrites dans les années 1759 à 1775, publiées d'après les originaux déposés à Strawberry-Hill. Tome 2 (en francés). p. 243. Consultado el 1 de septiembre de 2023.
6. ↑  «CABINET DES ORDRES. — Correspondance. I». Gallica (en francés).
7. ↑  «De Versailles, le 18 Juin 1783». Gazette de France (en francés) (49). 20 de junio de 1783. p. 223.
8. ↑  Bauchaumont, Louis Petit de (1784). «29 mars».  En John Adamson, ed. Mémoires secrets pour servir à l'histoire de la république des lettres en France depuis 1762 jusqu'à nos jours, ou Journal d'un observateur... par feu M. de Bachaumont,... (Continué par Pidansat de Mairobert et Moufle d'Angerville.) (en francés) XXII. pp. 175-176.
9. ↑  Viton de Saint-Allais, Nicolas (1773-1842) (1872-1878). Nobiliaire universel de France, ou Recueil général des généalogies historiques des maisons nobles de ce royaume. T. 2 / par M. de Saint-Allais,... ; avec le concours de MM. de Courcelles, l'abbé de l'Espines, de Saint-Pons,...[et al.] (en español). p. 470. Consultado el 1 de septiembre de 2023.
10. ↑  «De Rome, le 16 Novembre 1785». Gazette de France (en francés) (6). 9 de diciembre de 1785. p. 408.
11. ↑  «Noticias de Italia. Roma. El Sr. Abate de Borbón, que de un tiempo a esta parte...». Mercurio de España. Diciembre de 1785. p. 315.
12. ↑  «In detto mercoledí». Diario di Roma (en italiano) (1096) (Stamp. Cracas.). 2 de julio de 1785. Consultado el 1 de septiembre de 2023.
13. ↑  Silvagni, David (1883). La corte e la società Romana nei secoli XVIII e XIX per David Silvagni (en italiano) 2. Forzani. p. 202. Consultado el 1 de septiembre de 2023.
14. ↑  T., H. (1939). «Desgenettes». Bulletin de la Société historique et archéologique de l'Orne (en francés): 29.
15. ↑  Hauptman, William (2010). «Brandoin and Gibbon in Lausanne, c1787: A drawing rediscovered and a letter explained». The British Art Journal 11 (1): 19-32. ISSN 1467-2006. Consultado el 1 de septiembre de 2023.
16. ↑  «Nápoles, 6 de Marzo de 1787.- El Rey hizo la promoción militar de sus ejércitos. Falleció el Ábate de Borbón.». Gaceta de Madrid (25). 23 de marzo de 1787. p. 206.
17. ↑  Smith, James Edward (1793). A Sketch of a Tour on the Continent: In the Years 1786 and 1787 (en inglés) 2. author. Consultado el 1 de septiembre de 2023.
18. ↑  «Nápoles, 13 de Marzo de 1787.- Se celebró el funeral por el Abate de Borbón en la Iglesia de Santa María la Nova. La Zarina se halla en Cherson y da permiso al Conde Shawronsky para viajar allí.». Gaceta de Madrid (27). 3 de abril de 1787. p. 221.
19. ↑  Notice des livres composant la bibliotheque de feu M. l'abbé de Bourbon: dont la vente se fera ... en son hôtel, Cloitre Notre-Dame, le huit juin 1787, & jours suivans, de relevée (en francés). Chez Cailleau, Imprimeur-libraire, rue Gallande, no 64. 1787. Consultado el 1 de septiembre de 2023.
20. ↑  Avenel, Georges d' (1878). Les évêques et archevêques de Paris depuis saint Denys jusqu'à nos jours, avec des documents inédits. Tome 2 / Vicomte G. d'Avenel (en español) 2. p. 47. Consultado el 1 de septiembre de 2023.
21. ↑  Meslay, Olivier (2003). «British painting in France before 1802». The British Art Journal 4 (2): 3-19. ISSN 1467-2006. Consultado el 1 de septiembre de 2023.
22. ↑  Manners, Lady Victoria; Williamson, George Charles (1900). Angelica Kauffmann, R.A., her life and her works (en inglés). New York, Brentano's. pp. 69, 150. Consultado el 1 de septiembre de 2023.
23. ↑  Pitt-Rivers, Françoise (2009). Le destin d'Angelica Kauffmann: une femme peintre dans l'Europe du XVIIIe siècle : biographie (en francés). Biro. p. 201. ISBN 978-2-35119-067-8. Consultado el 1 de septiembre de 2023.